# Абзири
Абзири, также известный как Абзиритан и Абдиритан — оппид (городок) римской и ромейской эпохи в провинции Африка. Город предварительно идентифицируется с руинами близ Утины, в Картагине, Тунис.

## История
Город был упомянут Плинием Старшим и был одним из 30 oppida libera в римской провинции Африка. Город, по-видимому, является древним берберским поселением, связанным с близлежащей римской колонией Утина.

## Епархия
В древности город был центром епархии, которая функционировала до конца VII-го века, когда вторглись мусульманские завоеватели. Епархия была возрождена в 1933 году и существует сегодня как титульная епархия Римско-католической церкви.
Примерный список епископов:
- Виктор около 390 года
- Фруктуосус Абзиританус около 411 года
- Эмилио Абаскаль-и-Сальмерон (Мексика) 25 июля 1953 – 18 апреля 1968
- Джузеппе Оберт (Бангладеш) 5 сентября 1968 – 6 марта 1972
- Винценц Гуггенбергер (Германия) 17 мая 1972 – 4 июля 2012
- Кестутис Кевалас (Литва) 27 сентября 2012[4]
- Хансьерг Хофер (Австрия) 31 мая 2017[5]